# Грізне (Кропивницький район)
Грі́зне —  село в Україні, у Компаніївській селищній громаді Кропивницького району Кіровоградської області. Населення становить 77 осіб. До 2020 орган місцевого самоврядування — Червонослобідська сільська рада.

## Населення
Згідно з переписом УРСР 1989 року чисельність наявного населення села становила 93 особи, з яких 41 чоловік та 52 жінки.
За переписом населення України 2001 року в селі мешкало 77 осіб.

### Мова
Розподіл населення за рідною мовою за даними перепису 2001 року:
| Мова       | Відсоток |
| ---------- | -------- |
| українська | 98,70 %  |
| молдовська | 1,30 %   |